# Leptogenys mucronata
Leptogenys mucronata é uma espécie de formiga do gênero Leptogenys, pertencente à subfamília Ponerinae.